# Ругантино (персонаж)

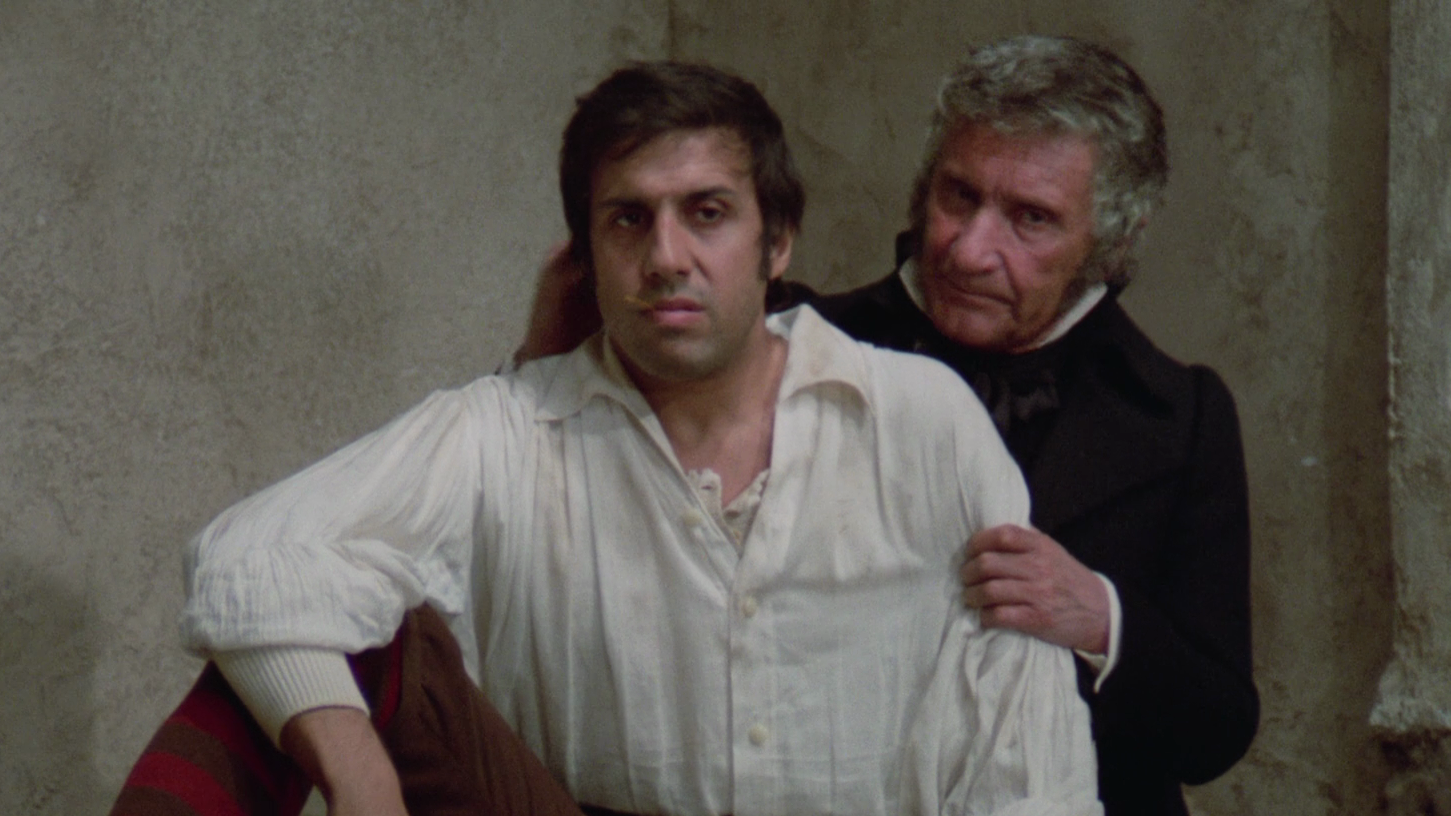
Фильм «Ругантино» с А. Челентано в главной роли

Руганти́но — персонаж римского театра масок (комедия дель арте), а также кукольного театра. Представляет собой типичного римского забияку из Трастевере, молодого человека, не лезущего за словом в карман, драчливого, заносчивого и высокомерного, но в основном доброго малого. Его имя, конечно, говорящее и восходит к словечку «ruganza», которое на римском диалекте означает «высокомерие» («arroganza»).
Ругантино как персонаж кукольного театра появился в середине XVIII века. По крайней мере, самый известный римский кукловод Гаэтано Сантанджело по прозвищу Гетаначчо (1782—1832) был славен представлениями, главным героем которых выступал Ругантино.
Первоначально Ругантино представлял собой карикатуру на жандарма, или же, парадоксально, на предводителя банды разбойников. Со временем этот персонаж превратился в местного молодого хулигана, грубияна и хвастуна. Ругантино ходил либо в роскошной одежде красного цвета, либо был одет как бедняк, в потёртых штанах, рубашке с курткой и платком на шее.
Персонаж Ругантино является главным героем одноимённых комедий: театральной — Аугусто Яндоло (1925) и музыкальной — Пьетро Гаринеи и Сандро Джованнини на музыку Армандо Тровайоли (1962), а также одноимённого фильма 1973 года, снятого режиссёром Паскуале Феста Кампаниле, главную роль в котором исполняет Адриано Челентано.
В нескольких итальянских городах, а также там, где существует большая итальянская диаспора, имеются рестораны, названные «Rugantino». Эти рестораны специализируются на простой итальянской и римской кухне, поскольку персонаж Ругантино воспринимается как пример «простого итальянца и римлянина». Наиболее известным из этих ресторанов является римский ресторан, в котором 5 ноября 1958 года турецкая танцовщица Айше Нана впервые в Италии показала стриптиз и вызвала тем самым бурю в средствах массовой информации. Это событие впоследствии вдохновило Федерико Феллини показать сцену стриптиза в кинофильме «Сладкая жизнь».